# Fiodor Pajmuk
Fiodor Dmitrijewicz Blinow (Pajmuk), ros. Федор Дмитриевич Блинов (Паймук) (ur. ? w Czuwaszji, zm. w 1946 r. w Czeboksarach) – członek Komitetu Tatarskiego, czuwaski publicysta podczas II wojny światowej
Ochotniczo wstąpił do Armii Czerwonej, w której służył w latach 1925–1928. Następnie uczył się w technikum, a potem w Instytucie Przemysłowo-Ekonomicznym. Po jego ukończeniu powrócił do Czuwaszji. Po ataku wojsk niemieckich na ZSRR 22 czerwca 1941 r., został we wrześniu tego roku zmobilizowany do Armii Czerwonej. Służył w stopniu porucznika jako inżynier pułkowy. Dostał się do niewoli, po czym osadzono go w obozie jenieckim w Szepetówce. Przeniesiono go do obozu w Wustrau pod Berlinem, gdzie podjął kolaborację z Niemcami. Został członkiem Komitetu Tatarskiego. Jednocześnie został członkiem redakcji pisma "Za wolność narodową", obejmując po pewnym czasie funkcję redaktora naczelnego. Występował pod pseudonimem "F. Pułod". Był zwolennikiem utworzenia odrębnego państwa Czuwaszy, przeciwstawiając się idei jedności tatarsko-czuwaskiej. W marcu 1944 r. został przedstawicielem Czuwaszy w prezydium Związku Walki Idel-Uralu, który został utworzony na kurułtaju w Greisfeldzie. Był jednak silnie zwalczany przez działaczy tatarskich. Od jesieni tego roku działał na rzecz włączenia żołnierzy pochodzenia czuwaskiego, mordwińskiego, maryjskiego i udmurckiego batalionów Legionu Tatarów Nadwołżańskich do Sił Zbrojnych Komitetu Wyzwolenia Narodów Rosji. W tym celu w styczniu 1945 r. spotkał się z gen. Andriejem A. Własowem. Pod koniec wojny przedostał się do Sowietów, wstępując do Armii Czerwonej. Wziął nawet udział w szturmie Berlina, za co został odznaczony medalem wojskowym. Powrócił do rodzinnej Czuwaszji. W lutym 1946 r. aresztowano go w Czeboksarach. Po procesie przed trybunałem wojskowym został skazany na karę śmierci przez rozstrzelanie, natychmiast wykonaną.